# خانه کلبادی
خانه کلبادی ساری مربوط به اواخر دوره قاجار است و در شهر ساری، چهار راه برق، ساختمان ادارهٔ کل میراث فرهنگی (سابق) واقع شده‌است. این اثر در تاریخ ۹ آبان ۱۳۷۷ با شمارهٔ ثبت ۲۱۴۸ به‌عنوان یکی از آثار ملی ایران به ثبت رسیده است.

## تاریخچه و معماری
عمارت منوچهرخان کلبادی واقع در محلهٔ آب انبار نو حدود یکصد و سی سال قبل بدستور سردار جلیل از امراء ارتش وقت ساخته شد و بنام فرزند بزرگش امیر نصرت شکوه نظام به امیریه معروف شد. امیر نصرت در جوانی فوت شد و سردار بنا را به فرزند وی منوچهرخان بخشید. منوچهرخان کلبادی که بعدها از ملاکین منطقه و زمانی نیز نماینده مردم ساری در مجلس شورای ملی بود در سال ۱۳۶۲ دار فانی را وداع گفت و این بنا در سال ۱۳۷۰ در اختیار سازمان میراث فرهنگی قرار گرفت. سبک معماری این ساختمان از تکایای دورهٔ قاجاری برگرفته شده و دو بخش اندرونی و بیرونی دارد. بنای اصلی این عمارت در بخش اندرونی در دو طبقه و یک زیرزمین احداث شده و هر طبقه دارای یک شاه‌نشین و اتاق‌های دو طرفه است. شاه‌نشین طبقه دوم از زیباترین اتاق‌های این عمارت است و جای جای آن یادآمد شیوه‌های هنرهای تزئینی دوره قاجاری است. مصالح ساختمانی این بنا شامل چوب و آجر و بام آن به صورت شیروانی و سفال پوش می‌باشد.